# Nằm gai nếm mật (phim truyền hình)
Nằm gai nếm mật (chữ Hán:卧薪尝胆) là một bộ phim truyền hình Trung Quốc được sản xuất năm 2006, công chiếu vào đầu năm 2007. Cốt truyện trong phim là câu chuyện về thời kỳ Ngô Việt tranh bá, Việt vương Câu Tiễn nằm gai nếm mật tiêu diệt nước Ngô.

## Nội dung
Cuối thời Xuân Thu, hai nước Ngô và Việt xảy ra chiến tranh. Vua Ngô là Phù Sai đánh bại nước Việt, bắt vua Việt là Câu Tiễn làm nô lệ trong 3 năm. Câu Tiễn nằm gai nếm mật, quyết tâm tiêu diệt nước Ngô để báo thù. Cuối cùng, nước Ngô bị mất về tay nước Việt.

## Thành phần diễn viên
- Trần Đạo Minh vai Câu Tiễn
- Hồ Quân vai Phù Sai
- Tả Tiểu Thanh vai Nhã Ngư
- Giả Nhất Bình vai Phạm Lãi
- An Dĩ Hiên vai Tây Thi